# Sri-Someshwara-Swamy-Tempel

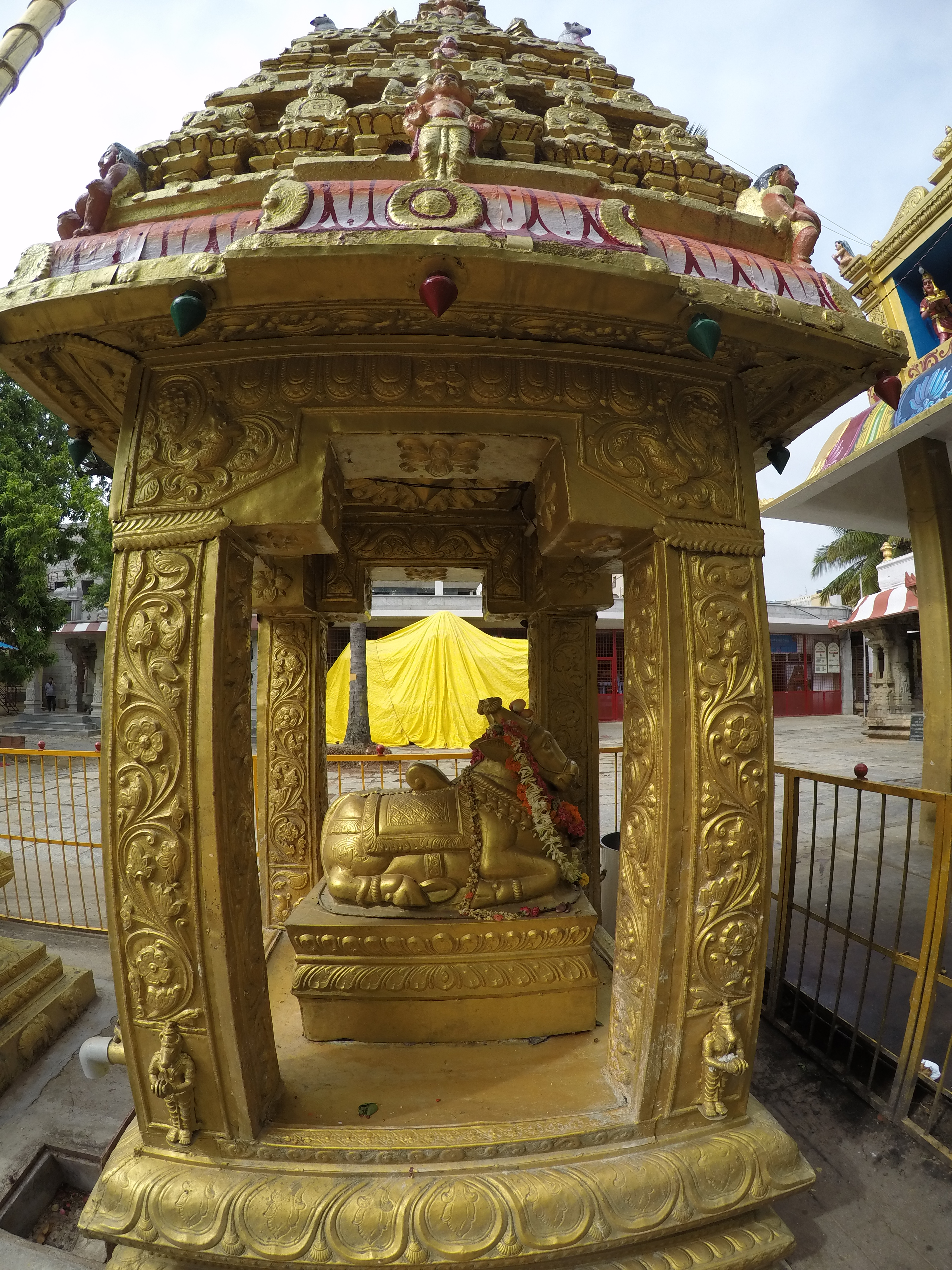
Sri-Someshwara-Swamy-Tempel

Der Sri-Someshwara-Swamy-Tempel oder Halasuru-Someshwara-Tempel ist der älteste hinduistische Tempel der Stadt Bengaluru in Indien.
Der Tempel wird ursprünglich auf die Chola-Periode datiert und ist dem hinduistischen Gott Shiva gewidmet.
Größere Erweiterungen fanden in der späten Vijayanagara-Periode unter der Herrschaft von Hiriya Kempe Gowda II. statt.

## Galerie

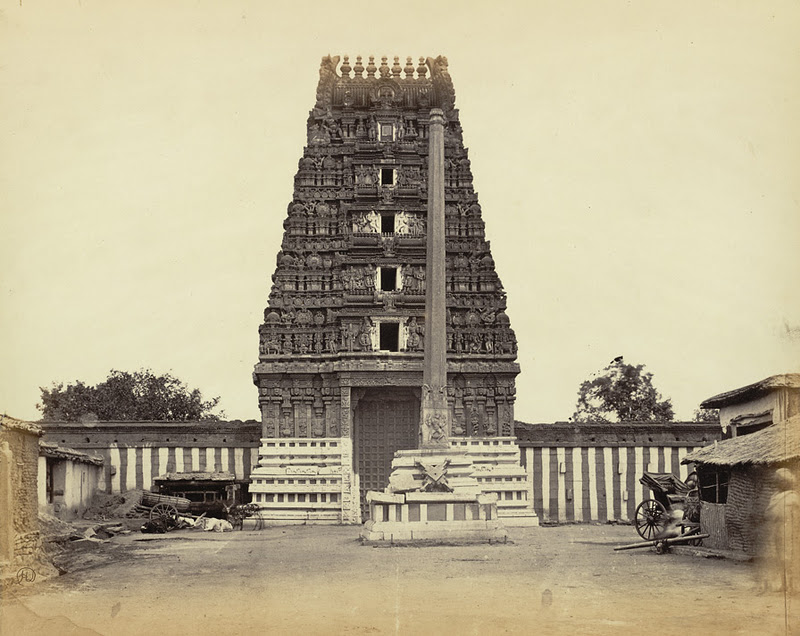
Eingangstor (ca. 1868), von Henry Dixon, Archaeological Survey of India Collections
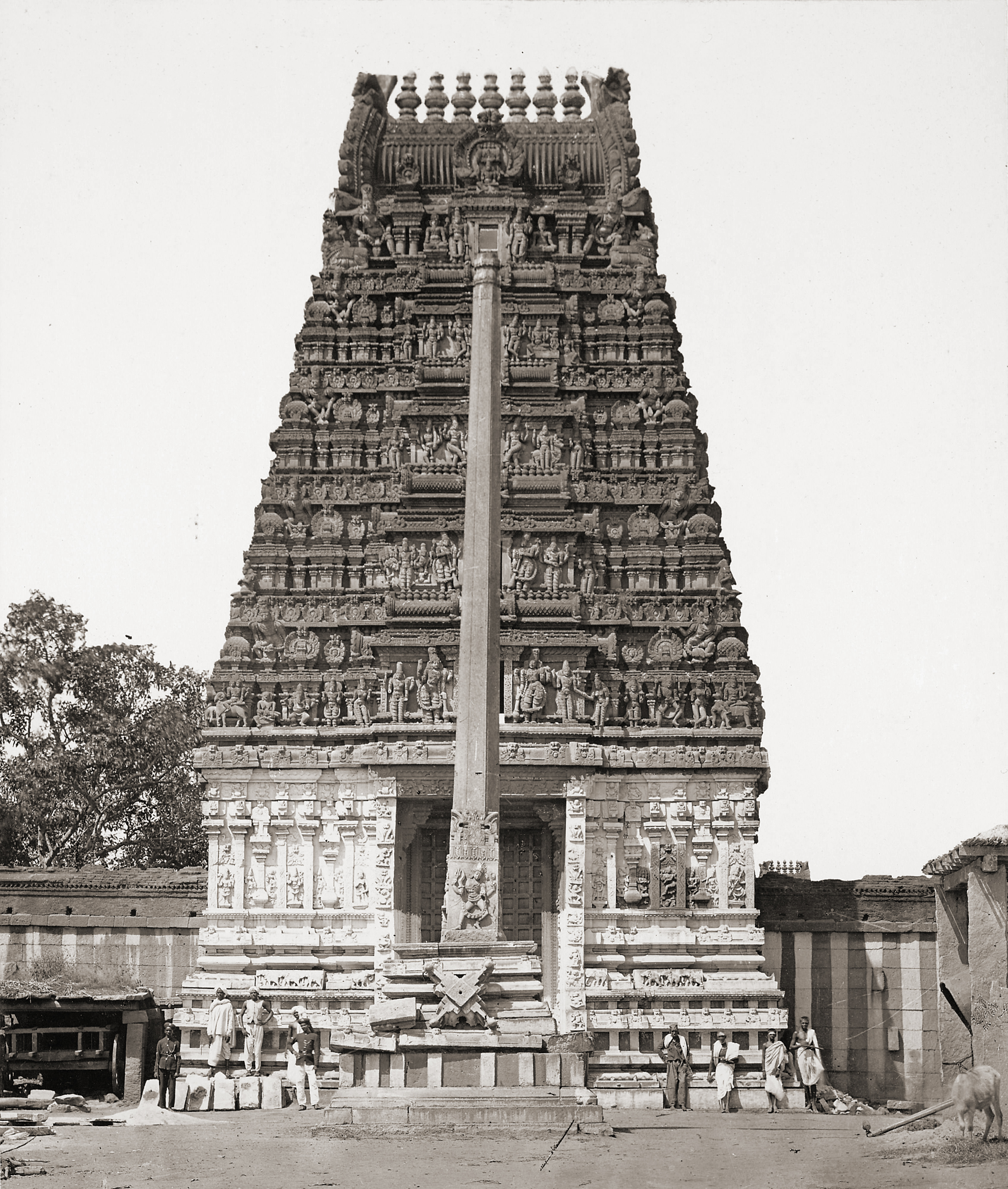
Someshwara Tempel 1890
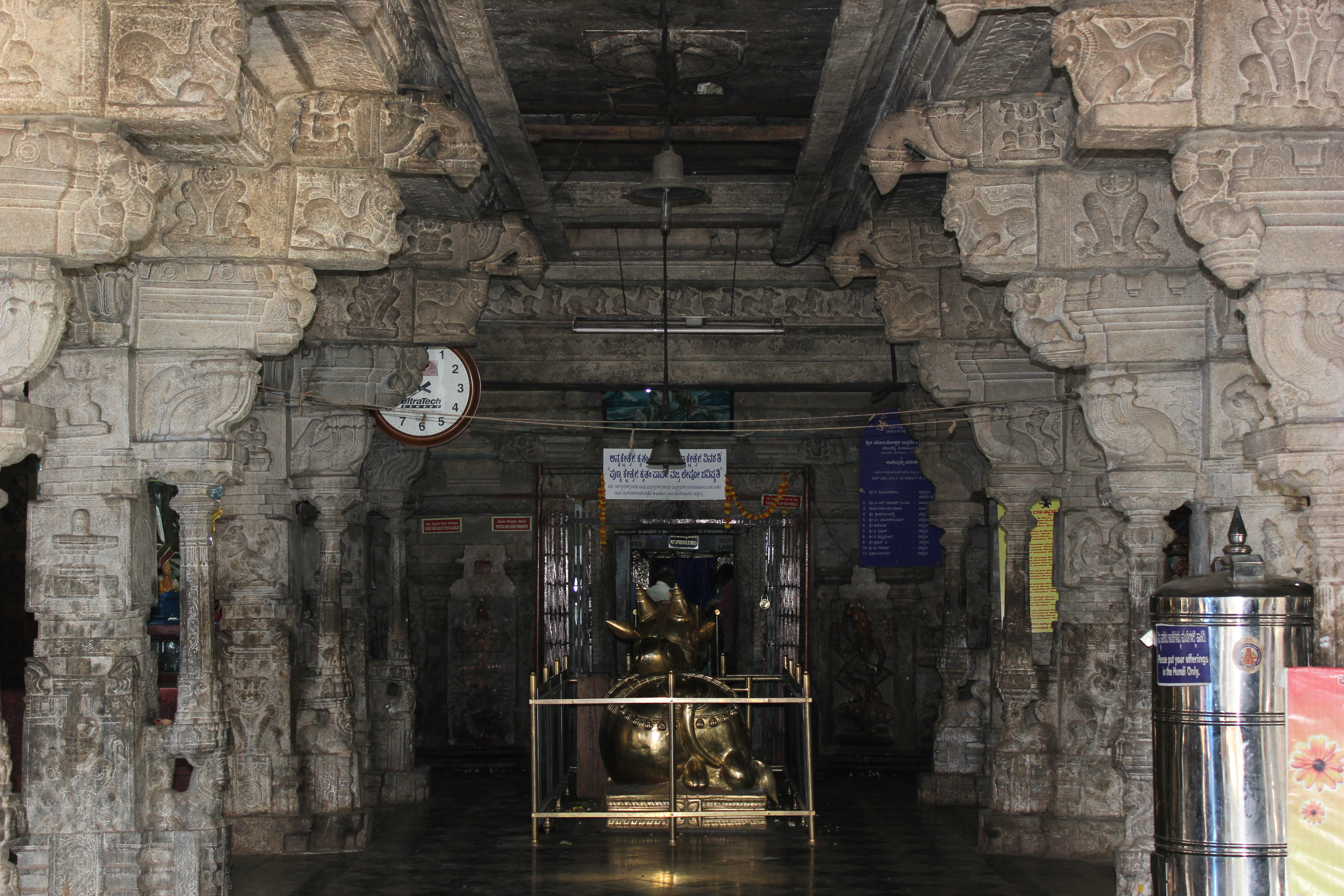
Ornament
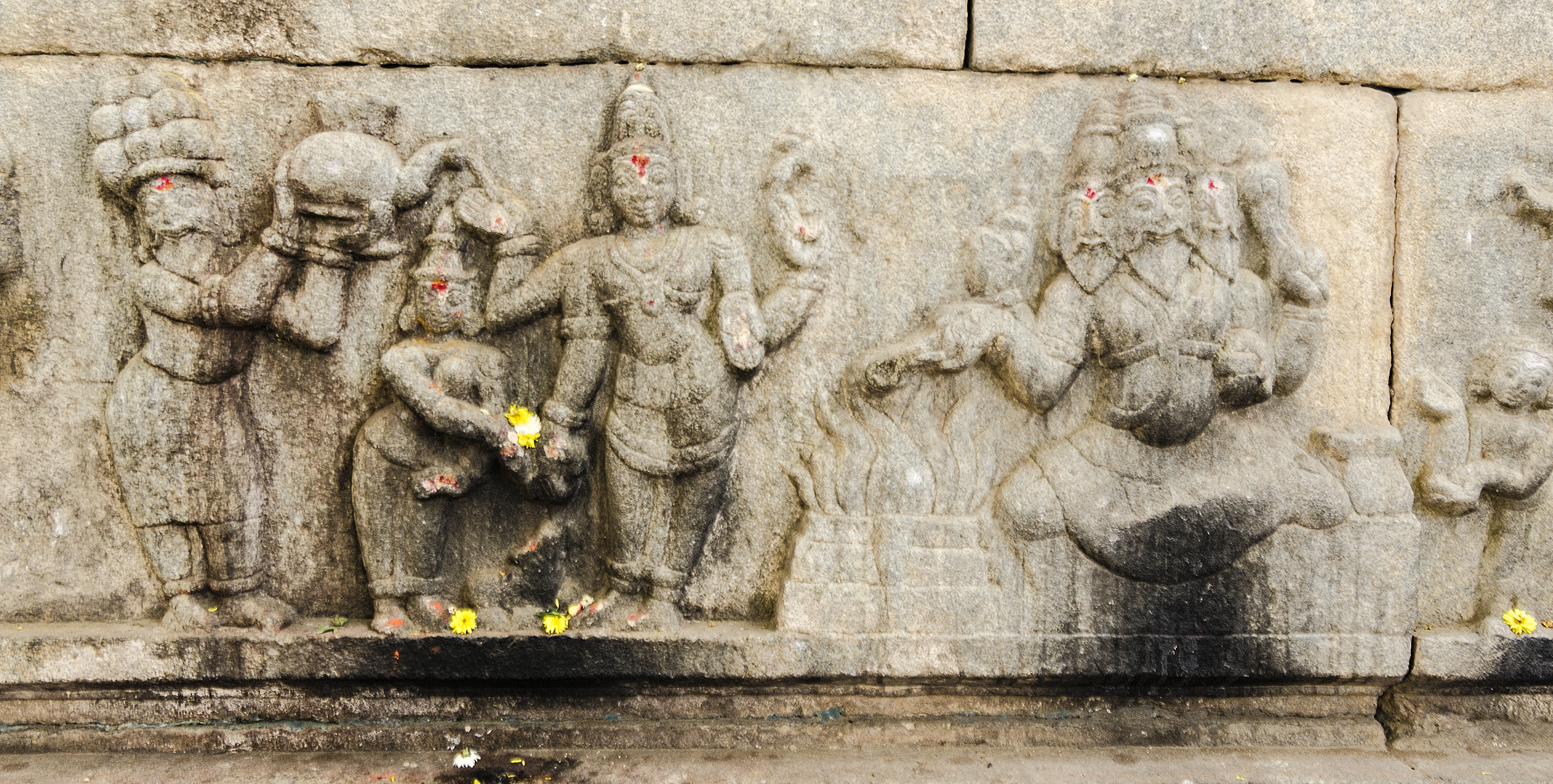
Darstellung des Girija Kalyana (Heirat von Parvati mit dem Gott Shiva)
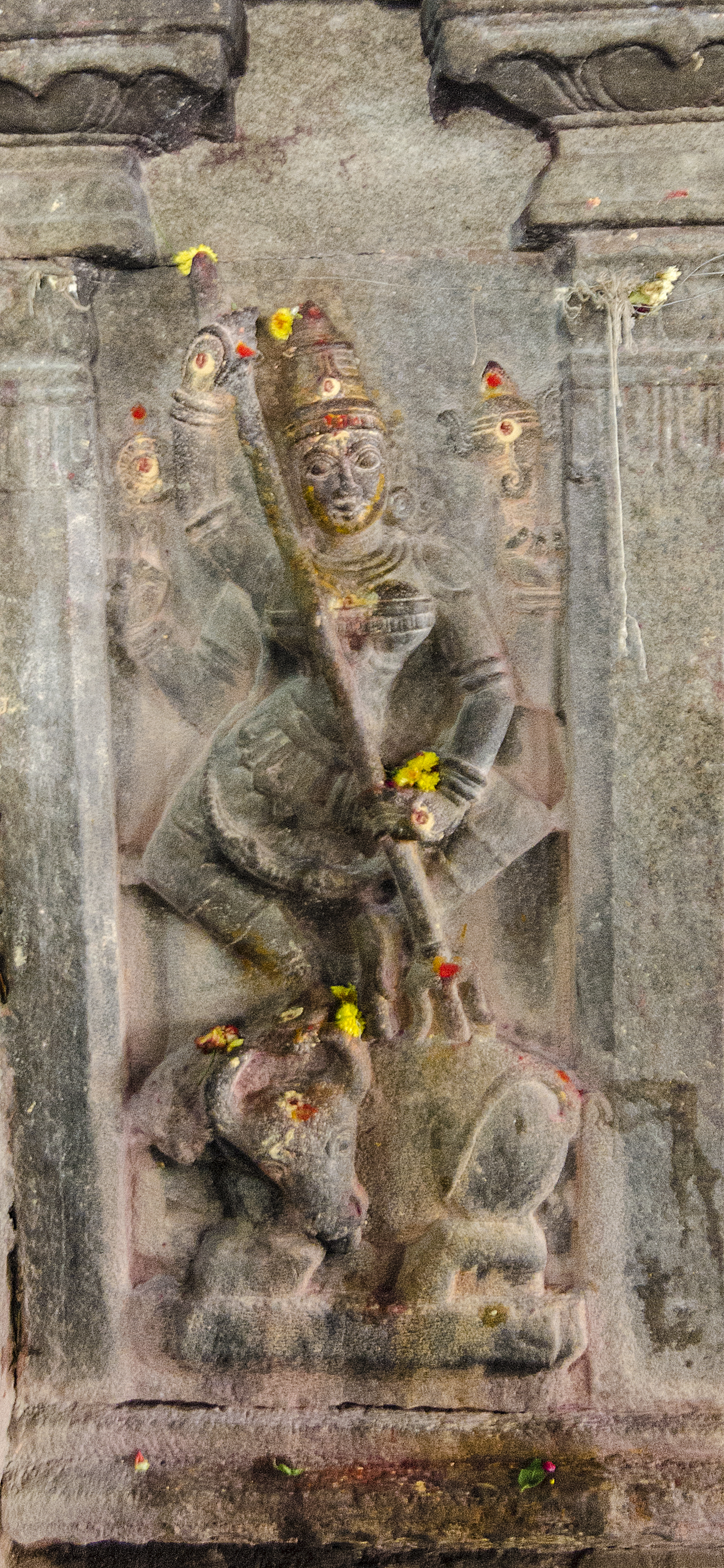
Durga tötet Mahishasura (ein Dämon)
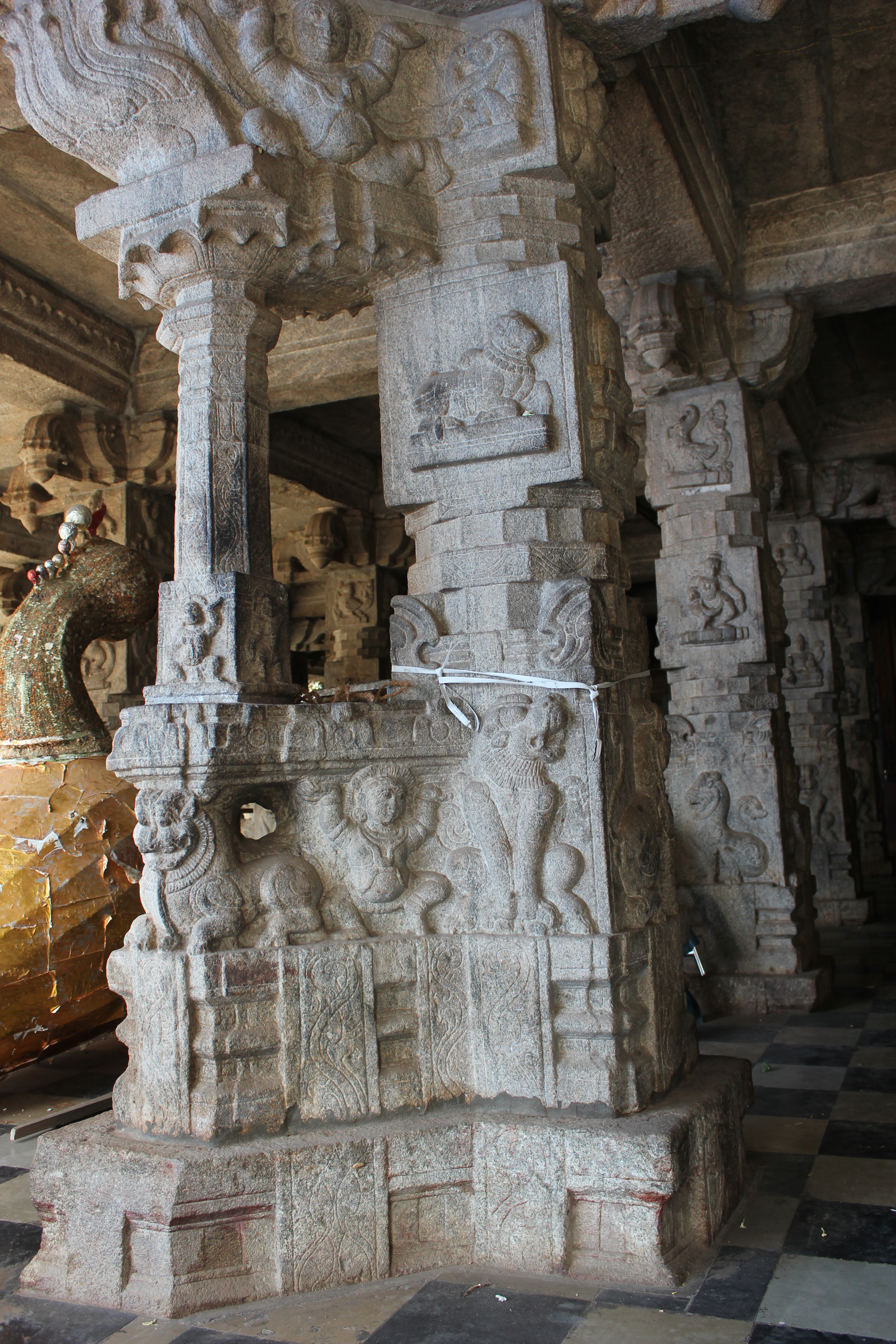
Mantapa Säulen

Koordinaten: 12° 58′ 31,6″ N, 77° 37′ 27,2″ O